# Jeder gegen jeden (Film)

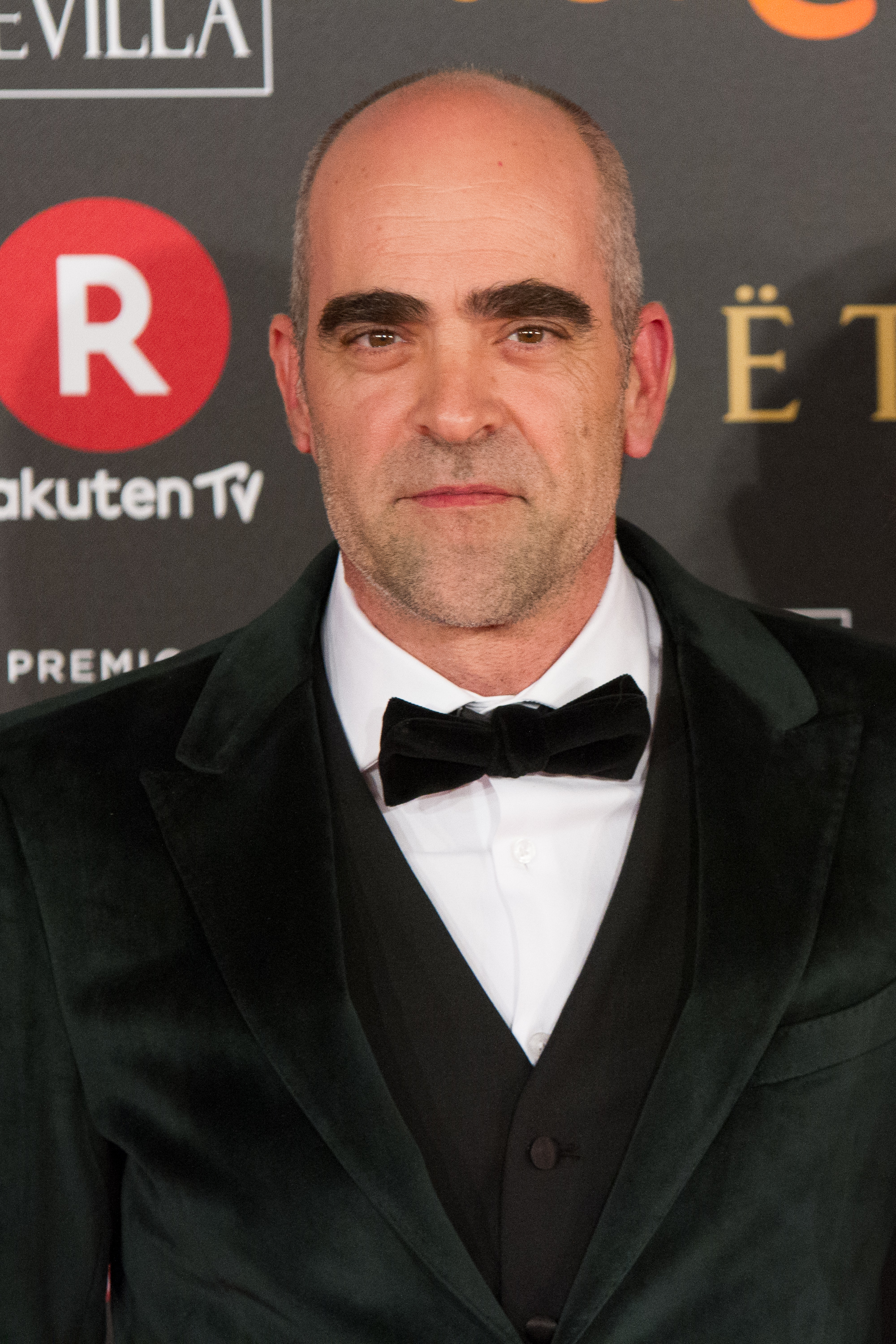
Luis Tosar spielt El Gallego (Foto von 2018)

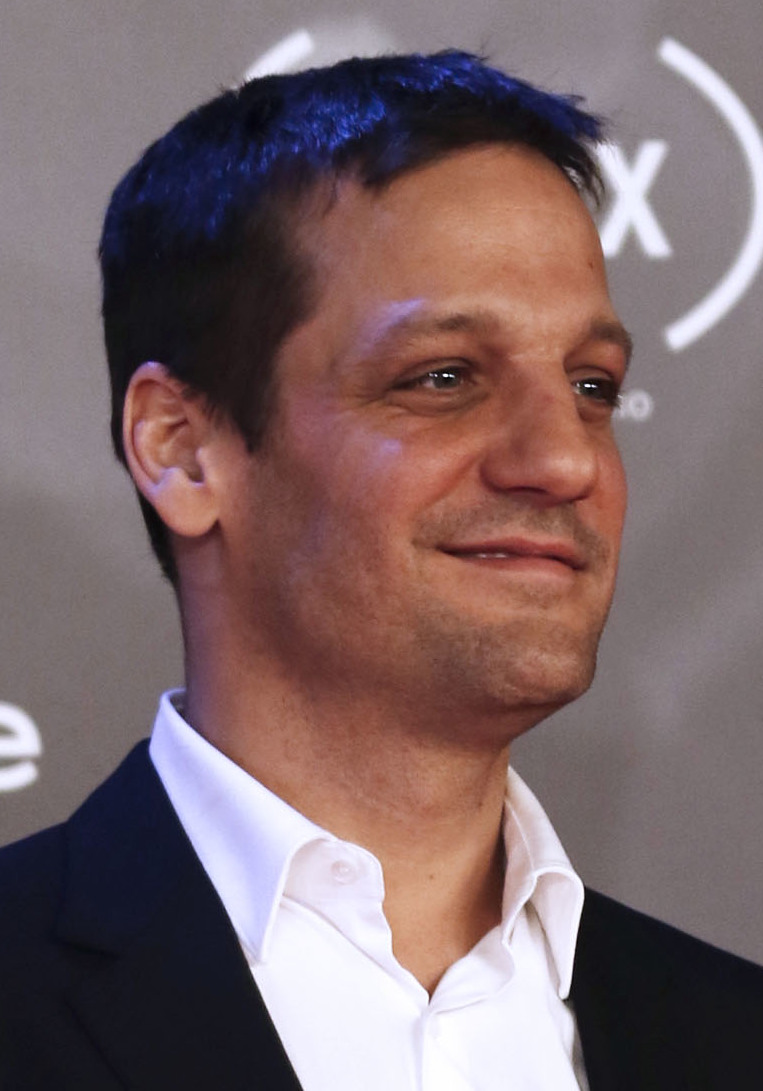
Rodrigo de la Serna spielt El Uruguayo (Foto von 2017)

Jeder gegen jeden (Originaltitel Cien años de perdón) ist ein spanischer Actionfilm von Daniel Calparsoro aus dem Jahr 2016.

## Handlung
Bei heftigem Unwetter stürmt eine Gruppe von sechs Männern eine Bank in Valencia. El Uruguayo, El Gallego und die anderen nehmen Beschäftigte und Kunden als Geiseln und beginnen damit, die Schließfächer im Tresorraum auszuräumen. Alles läuft nach Plan, bis sie bemerken, dass der vorbereitete Fluchttunnel, über den sie ins U-Bahn-System fliehen wollten, wegen des Unwetters unter Wasser steht und unbenutzbar ist.
Bankdirektorin Sandra, die soeben von ihrer Entlassung erfahren hat, bietet El Gallego einen Deal an: In einem bestimmten Schließfach befinde sich eine Festplatte mit kompromittierenden Informationen über den Politiker Soriano, der nach einem Unfall im Koma liegt. Im Gegenzug gibt er ihr geraubte Diamanten. Als El Gallego die Festplatte holen will, stellt sich heraus, dass El Uruguayo, Chef der Bande, sich dieses Fach bereits gesichert hat. Er wurde von der Regierungspartei beauftragt, das Fach zu stehlen, ohne über den Inhalt informiert zu sein. Darüber geraten die zwei Räuber kurz in einen Streit, doch dann gewinnt die Erkenntnis, dass die Festplatte ein sehr gutes Druckmittel ist. Polizist Ferrán, der einen üblichen Bankraub-Einsatz leitet, wird von Geheimdienstmitarbeiter Mellizo verdrängt, der mit allen Mitteln verhindern muss, dass die Festplatte das Gebäude verlässt, zur Not wird der Tod der Geiseln in Kauf genommen.
Hitzkopf Loco, einer der Bankräuber, gefährdet das Unternehmen mehrmals durch Eigenmächtigkeiten. Als er die Festplatte an einen Rechner anschließt, löst er einen automatischen Löschvorgang aus. Dennoch versuchen die Bankräuber weiter mit den Informationen zu bluffen, sie verlangen einen Fluchtbus zum Flughafen. Mellizo geht darauf ein und lässt den Bus mit einer Sprengladung präparieren. Die Bankräuber schicken jedoch verkleidete Geiseln in den Bus, sie selbst bleiben im Gebäude und versuchen, als Einsatzkräfte verkleidet über die oberen Stockwerke zu entkommen. Das scheitert, Sandra wird angeschossen, doch da mittlerweile der Regen nachgelassen hat, kann der Fluchttunnel nun benutzt werden. Sie gelangen ins U-Bahn-System und können trotz besetzter Stationen alle entkommen. Ferrán, sauer darüber, wie er von Mellizo gedemütigt wurde, informiert einen Freund bei der Presse über die Bedeutung der Festplatte, die er mitgehört hatte, und löst damit eine landesweite Empörungswelle aus.

## Synchronisation
Die deutsche Synchronisation übernahm die Think Global Media GmbH. Das Dialogbuch schrieb Marlon Rosenthal, sie führte auch die Dialogregie.
| Rolle      | Darsteller          | Synchronsprecher   |
| ---------- | ------------------- | ------------------ |
| Gallego    | Luis Tosar          | Erich Räuker       |
| Uruguayo   | Rodrigo De la Serna | Nicolas Böll       |
| Ferrán     | Raúl Arévalo        | Detlef Bierstedt   |
| Mellizo    | José Coronado       | Thomas Kästner     |
| Sandra     | Patricia Vico       | Andrea Solter      |
| Cristina   | Marian Álvarez      | Marie-Isabel Walke |
| Domingo    | Luis Callejo        | Matthias Friedrich |
| El Puñetas | Joaquín Climent     | Felix Würgler      |
| Ernesto    | Vicente Ayala       | Stefan Bergel      |
| Julio      | Miquel Fernández    | Nils Nelleßen      |
| Laura      | Nani Jiménez        | Runa Aléon         |
| Loco       | Joaquín Furriel     | Julius Jellinek    |
| Marco      | Pablo Andrés Pinto  | André Beyer        |
| Marina     | Maria Molins        | Maria Burghardt    |
| Varela     | Luciano Cáceres     | Viktor Neumann     |

## Produktion
Der Film wurde vom 22. Oktober 2014 bis zum 30. Dezember 2014 in Valencia, auf Gran Canaria und in Buenos Aires gedreht.

## Rezeption

### Kritiken
Die Redaktion der TV Spielfilm gibt dem Film einen Daumen nach oben und beschreibt ihn als „Wendungsreich und elegant inszeniert“.
Im Lexikon des internationalen Films werden dem Film insgesamt 3 von 5 möglichen Sternen gegeben. Der Film wird folgendermaßen beschrieben; „Actionkrimi mit frischen Ideen und guter Besetzung. Zwischen einem furiosen Beginn und einem spannenden Finale entsteht zwar auch inszenatorischer Leerlauf, den die Qualitäten des Films allerdings ausgleichen.“
Oliver Armknecht bezeichnet den Film in seiner Kritik auf film-rezensionen.de als unterhaltsam, auch wenn der Film sich teilweise verzettele und manche Gedanken kaum weiterführe. Zum Ende entwickele sich der Film zu einem Polit-Thriller, durch die Einführung neuer Figuren werde der Bankraub fast zur Nebensache. Der Film mache seinem deutschen Titel alle Ehre, denn nicht nur die Bankräuber zögen nicht immer an einem Strang, auch andere Figuren würden Alleingänge versuchen. Allianzen würden geschmiedet, es würde „gefeilscht, geblufft und gepokert“. Als Fazit schreibt der Kritiker, Jeder gegen jeden sei „manchmal überfrachtet, insgesamt aber doch recht spannend, gerade auch wegen der sehr volatilen Gruppendynamik, die keinen Platz für gut und böse lässt“. Der Film erhält 7 von 10 Punkten.

### Einspielergebnis
Der Film spielte ungefähr 10 Mio. US-Dollar ein.

### Auszeichnungen & Nominierungen
- 2017: Goya-Verleihung – Nominierung für den Preis des Besten Nachwuchsdarstellers (Rodrigo de la Serna) und Nominierung für den Preis des Besten Originaldrehbuchs (Jorge Guerricaechevarría)[3]
- 2017: Mestre Mateo Awards – Auszeichnung als Bester Darsteller (Luis Tosar), weitere Nominierungen in sieben Kategorien[3]